# هوکوتاه‌دمان
هوکوتاه‌دمان (نام علمی: Eubrachyura) نام یک section از فروراسته خرچنگ است.